# Ohi Omoijuanfo
Ohi Omoijuanfo (Oslo, 10 de enero de 1994) es un futbolista noruego que juega de delantero en el Changchun Yatai de la Superliga de China.

## Biografía
Es hijo de padre nigeriano nacido en Lagos y madre noruega nacida en Oslo.

## Selección nacional
Ha sido internacional con la selección de Noruega en dos ocasiones en las que ha marcado un gol.

## Clubes
| Club                      | País      | Año       |
| ------------------------- | --------- | --------- |
| Lillestrøm SK             | Noruega   | 2011-2015 |
| FK Jerv                   | Noruega   | 2015      |
| Stabæk IF                 | Noruega   | 2016-2019 |
| Molde FK                  | Noruega   | 2019-2021 |
| Estrella Roja de Belgrado | Serbia    | 2022      |
| Brøndby IF                | Dinamarca | 2022-2025 |
| Changchun Yatai           | China     | 2025-     |

## Palmarés

### Títulos nacionales
| Título              | Club                      | País    | Año  |
| ------------------- | ------------------------- | ------- | ---- |
| Eliteserien         | Molde FK                  | Noruega | 2019 |
| Superliga de Serbia | Estrella Roja de Belgrado | Serbia  | 2022 |
| Copa de Serbia      | Estrella Roja de Belgrado | Serbia  | 2022 |